# M 01-es út (Ukrajna)
Az M 01 (ukránul: Автомобільний шлях міжнародного значення avagy Avtomobilnij sljah mizsnarodnoho znacsennya) nemzetközi autóút Ukrajnában. Az út Kijevtől észak felé, Fehéroroszország irányába halad. Az út része az E95-ös útnak. 1991 előtt az út neve M20 volt.

## Városok, vagy városi jellegű települések az út mentén

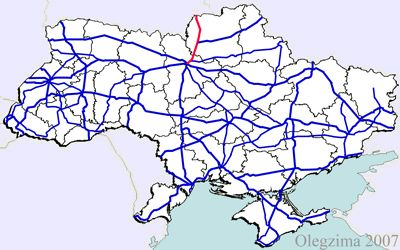
Az M 01, ukrán autópálya (piros vonal)